# Lancia Thesis
Lancia Thesis je automobil talijanskog proizvođača Lancia i proizvodio se od 2002. – 2009. godine.
Bio je dostupan s atmosferskim i turbo motorima zapremine 2.0 do 3.2 litre, s 5-cilidričnim redni i V6 motorom. Dizajn se temelji na konceptu Lancia Dialogos prikazanom 1998 na sajmu automobila u Torinu. Serijska verzija predstavljena je na sajmu automobila u Ženevi u ožujku 2001. godine, a interior je prikazan kasnije na Frankfurtskom sajmu automobila. 2002. godine započela je prodaja u Italiji.

## Motori
| Model                  | Snaga                      | Okr. moment      | Zapremina | Motor        | Vmax     | 0–100 km/h(s) | Godine    |
| ---------------------- | -------------------------- | ---------------- | --------- | ------------ | -------- | ------------- | --------- |
| 2.0 Turbo 20V manual   | 185 KS (138 kW) @ 5500 rpm | 308 Nm @2200 rpm | 1998 cc   | redni-5 cil. | 224 km/h | 8,9           | do 2007   |
| 2.4 20V manual         | 170 KS (126 kW) @ 6000 rpm | 226 Nm @3500 rpm | 2446 cc   | redni-5 cil. | 217 km/h | 9,5           | do 2007   |
| 2.4 20V automatic      | 170 KS (126 kW) @ 6000 rpm | 226 Nm @3500 rpm | 2446 cc   | redni-5 cil. | 215 km/h | 10,9          | do 2007   |
| 3.0 V6 24V automatic   | 215 KS (160 kW) @ 6300 rpm | 263 Nm @5000 rpm | 2959 cc   | V6           | 234 km/h | 9,2           | do 2004   |
| 3.2 V6 24V automatic   | 230 KS (170 kW) @ 6200 rpm | 289 Nm @4800 rpm | 3179 cc   | V6           | 240 km/h | 8,8           | do 2004   |
| 2.4 10V JTD            | 150 KS (111 kW) @ 4000 rpm | 305 Nm @1800 rpm | 2387 cc   | redni-5 cil. | 206 km/h | 10,1          | do 2005   |
| 2.4 Multijet automatic | 175 KS (130 kW) @ 4000 rpm | 330 Nm @2000 rpm | 2387 cc   | redni-5 cil. | 220 km/h | 9,8           | 2003-2006 |
| 2.4 Multijet manual    | 175 KS (130 kW) @ 4000 rpm | 380 Nm @2000 rpm | 2387 cc   | redni-5 cil. | 225 km/h | 10,2          | 2003-2006 |
| 2.4 Multijet automatic | 185 KS (138 kW) @ 4000 rpm | 330 Nm @1750 rpm | 2387 cc   | redni-5 cil. | 222 km/h | 9,7           | od 2006   |

## Lancia Thesis Stola S85
2004. godine na salonu automobila u Ženevi predstavljena je produžena verzija Lancie Thesis. Prikazani prototip bio je duži za 60 cm, napravljen od strane Stola S.p.A. nazvan Stola S85 povodom 85 godina od osnutka tvrtke Stola. Auto je bio opremljen s kožnim interijerom u bež boji, električno podesivim stražnijm sjedalima, hlađenim minibarom, multimedijskim uređajem s GPS navigacijom, pristupom Internetu, Fax uređajem i DVD playerom. Zbog svega toga masa je povećana na 2 020 kg, imao je motor od 170 kW (230 KS), ubrzanje 0-100 km/h iznosi 9.2 sekunde i najveća brzina od 230 km/h.